# وندی دارلینگ
وندی مویرا آنجلا دارلینگ (انگلیسی: Wendy Moira Angela Darling) یک شخصیت اصلی و تخیلی در نمایشنامه سال ۱۹۰۴ و رمان پیتر و وندی نوشته جی. ام. بری در سال ۱۹۰۴ است. سن دقیق او در نمایشنامه یا رمان اصلی بری مشخص نشده، اگرچه گفته می‌شود که او حدود ۱۲ تا ۱۳ سال یا احتمالاً جوان‌تر است، زیرا او هم‌اندازۀ پیتر است. به‌عنوان دختری در آستانه بزرگسالی، او در مقابل پیتر پن قرار می‌گیرد، پسری که نمی‌خواهد بزرگ شود. وندی در ابتدا برای پرواز به ناکجا آباد تردید دارد، اما برای لذت بردن از ماجراجویی به آنجا می‌رود. در نهایت، او تصمیم می‌گیرد پیش والدینش برگردد و می‌پذیرد که باید بزرگ شود.